# Alfredo di Sassonia-Coburgo-Gotha (1874)
Alfredo, principe ereditario di Sassonia-Coburgo e Gotha (Alfred Alexander William Ernest Albert; Buckingham Palace, 15 ottobre 1874 – Merano, 6 febbraio 1899), era l'unico figlio maschio ed erede apparente di Alfredo, duca di Sassonia-Coburgo-Gotha. Morì nel 1899 in circostanze ancora non completamente chiare.

## Infanzia
Il principe Alfredo di Edimburgo nacque il 15 ottobre 1874 a Buckingham Palace a Londra. Suo padre era il principe Alfredo, il secondo dei figli maschi della regina Vittoria e del principe Alberto. Sua madre, la granduchessa Marija Aleksandrovna di Russia, era una figlia dello zar Alessandro II di Russia  e della principessa Maria d'Assia e del Reno.
Archibald Campbell Tait, arcivescovo di Canterbury, battezzò il principe nella Lower Bow Room di Buckingham Palace il 23 novembre 1874. I suoi padrini furono la regina, l'imperatore di Russia (il cui figlio, lo zarevic Alessandro stava per delega), l'imperatore tedesco (il cui zio paterno di Alfredo, il principe Arturo, duca di Connaught e Strathearn stava per delega), la principessa ereditaria tedesca (zia paterna di Alfredo, rappresentata dalla sorella, la principessa Cristiano di Schleswig-Holstein), il duca di Sassonia-Coburgo e Gotha (suo prozio paterno, rappresentato dal principe Cristiano di Schleswig-Holstein), ed il principe di Galles (suo zio paterno).

## Principe ereditario di Sassonia-Coburgo e Gotha
Nel 1893, il suo prozio Ernesto II di Sassonia-Coburgo-Gotha, fratello maggiore del nonno paterno, morì senza eredi. Essendo inammissibile in base alla legge della casata di Sassonia-Coburgo-Gotha succedere ad un ducato a causa del suo status di erede apparente di un trono esistente, il principe di Galles aveva in precedenza rinunciato alla sua pretesa al trono ducale. Quindi, la successione spettò al padre di Alfredo, che all'epoca era duca di Edimburgo. Alfredo diventò quindi il principe ereditario di Sassonia-Coburgo e Gotha.
Il principe Alfredo visse a Clarence House i primi anni della sua vita, con le sorelle e i genitori; dopo l'ascesa al trono ducale di Sassonia-Coburgo e Gotha di suo padre, si trasferì al castello di Rosenau, nei pressi di Coburgo.

## Fidanzamento fallito
Il 28 gennaio 1895, la Court Circular del Regno Unito pubblicò quanto segue: “Siamo informati che un matrimonio è stato organizzato tra sua altezza reale il principe Alfredo di Sassonia-Coburgo e Gotha, unico figlio maschio delle loro altezze il duca e la duchessa di Sassonia-Coburgo e Gotha e nipote di sua maestà, e sua altezza reale la duchessa Elsa Matilde Maria, la maggiore delle due figlie gemelle del defunto duca Guglielmo Eugenio di Württemberg nate dal suo matrimonio con la granduchessa Vera Konstantinovna di Russia.”  Il matrimonio non avvenne.

## Morte

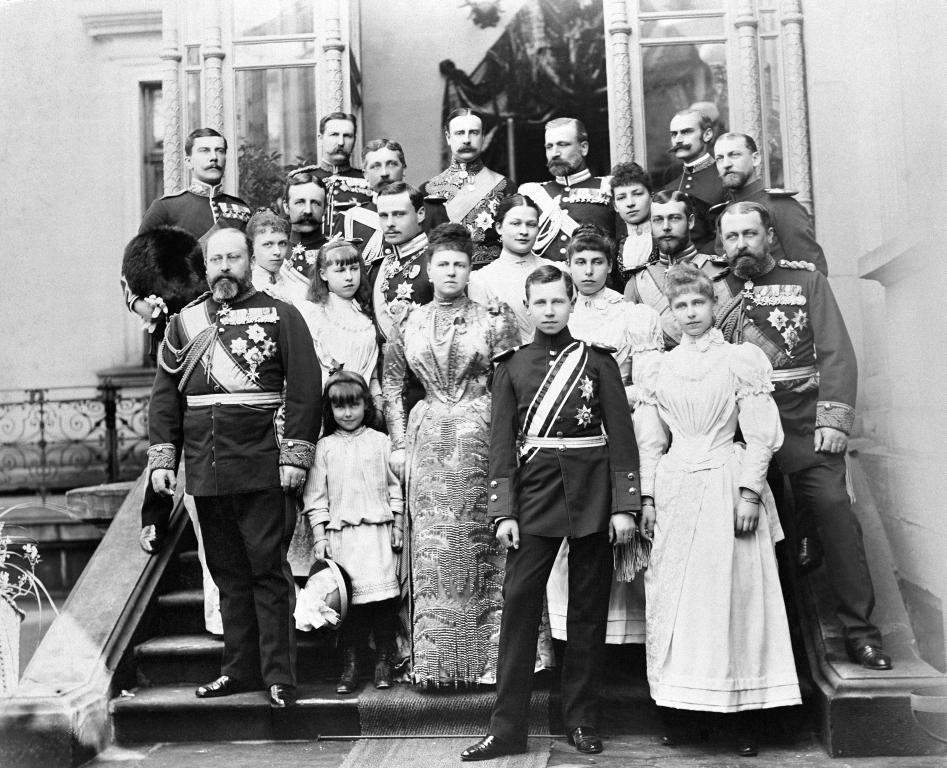
Foto di gruppo del principe ereditario Alfred di Sassonia-Coburgo e Gotha che festeggia la sua maggiore età.

Le circostanze esatte della morte di Alfredo non sono note, e varie ipotesi sono state fatte. Le memorie di sua sorella Maria dicono semplicemente che la sua salute "è indebolita", e altri scrittori hanno detto che aveva la "tubercolosi".62 The Times pubblicò un resoconto che affermava che era morto per un tumore,62 mentre The Complete Peerage dà la ragione generalmente accettata che egli "si sparò". Vari autori hanno speculato sulle ragioni per le quali potrebbe essersi suicidato e un autore, Frank Bush, affermò di essere un discendente di un matrimonio segreto tra Alfredo e Mabel Fitzgerald, nipote del IV duca di Leinster, e affermò che l'attrito tra Alfredo e la sua famiglia sul "matrimonio segreto" era la causa del suicidio. Nonostante la mancanza di prove documentali e la mancanza di riferimenti contemporanei, altri autori hanno ripetuto l'affermazione di Bush secondo cui Alfredo e Mabel si sarebbero sposati, incluso John Van der Kiste e Bee Jordaan in Dearest Affie, e l'affermazione è ripetuta come fatto nella storia familiare ufficiale (Das Haus von Sachsen-Coburg und Gotha).
Secondo la teoria, Alfred si sparò con un revolver mentre il resto della famiglia era riunito per la celebrazione dell'anniversario. Sopravvisse e fu assistito nel castello di Friedenstein a Gotha (Turingia) per tre giorni prima di essere inviato al sanatorio di Martinnsbrunn a Gratsch nei pressi di Merano nella contea del Tirolo (Austria-Ungheria, attualmente Italia). Alfredo morì lì alle 16:15 del pomeriggio del 6 febbraio 1899, all'età di 24 anni. Fu sepolto nel mausoleo ducale di Friedhof am Glockenberg a Coburgo in Baviera.47
Più tardi nel 1899 lo zio di Alfredo, il duca di Connaught e suo figlio, il principe Arturo di Connaught rinunciarono ai loro diritti di successione al ducato di Sassonia-Coburgo e Gotha. Di conseguenza, suo cugino, il principe Carlo Edoardo, duca di Albany, diventò erede presunto.

## Antenati
|                                                        |                    |                                       | Genitori                                        |  |  | Nonni |  |  | Bisnonni                            |  |  | Trisnonni                                       |  |
|                                                        |                    |                                       |                                                 |  |  |       |  |  | Ernesto I di Sassonia-Coburgo-Gotha |  |  | Francesco Federico di Sassonia-Coburgo-Saalfeld |  |
|                                                        |                    |                                       |                                                 |  |  |       |  |  | Ernesto I di Sassonia-Coburgo-Gotha |  |  | Francesco Federico di Sassonia-Coburgo-Saalfeld |  |
|                                                        |                    | Augusta di Reuss-Ebersdorf            |                                                 |  |  |       |  |  | Ernesto I di Sassonia-Coburgo-Gotha |  |  |                                                 |  |
| Alberto di Sassonia-Coburgo-Gotha                      |                    |                                       |                                                 |  |  |       |  |  | Ernesto I di Sassonia-Coburgo-Gotha |  |  |                                                 |  |
|                                                        |                    | Luisa di Sassonia-Gotha-Altenburg     | Augusto di Sassonia-Gotha-Altenburg             |  |  |       |  |  |                                     |  |  |                                                 |  |
|                                                        |                    | Luisa di Sassonia-Gotha-Altenburg     | Augusto di Sassonia-Gotha-Altenburg             |  |  |       |  |  |                                     |  |  |                                                 |  |
|                                                        |                    | Luisa di Sassonia-Gotha-Altenburg     | Luisa Carlotta di Meclemburgo-Schwerin          |  |  |       |  |  |                                     |  |  |                                                 |  |
| Alfredo di Sassonia-Coburgo-Gotha                      |                    | Luisa di Sassonia-Gotha-Altenburg     |                                                 |  |  |       |  |  |                                     |  |  |                                                 |  |
|                                                        |                    | Edoardo Augusto di Hannover           | Giorgio III del Regno Unito                     |  |  |       |  |  |                                     |  |  |                                                 |  |
|                                                        |                    | Edoardo Augusto di Hannover           | Giorgio III del Regno Unito                     |  |  |       |  |  |                                     |  |  |                                                 |  |
|                                                        |                    | Edoardo Augusto di Hannover           | Carlotta di Meclemburgo-Strelitz                |  |  |       |  |  |                                     |  |  |                                                 |  |
| Vittoria del Regno Unito                               |                    | Edoardo Augusto di Hannover           |                                                 |  |  |       |  |  |                                     |  |  |                                                 |  |
|                                                        |                    | Vittoria di Sassonia-Coburgo-Saalfeld | Francesco Federico di Sassonia-Coburgo-Saalfeld |  |  |       |  |  |                                     |  |  |                                                 |  |
|                                                        |                    | Vittoria di Sassonia-Coburgo-Saalfeld | Francesco Federico di Sassonia-Coburgo-Saalfeld |  |  |       |  |  |                                     |  |  |                                                 |  |
|                                                        |                    | Vittoria di Sassonia-Coburgo-Saalfeld | Augusta di Reuss-Ebersdorf                      |  |  |       |  |  |                                     |  |  |                                                 |  |
| Alfredo, principe ereditario di Sassonia-Coburgo-Gotha |                    | Vittoria di Sassonia-Coburgo-Saalfeld |                                                 |  |  |       |  |  |                                     |  |  |                                                 |  |
|                                                        | Nicola I di Russia | Paolo I di Russia                     |                                                 |  |  |       |  |  |                                     |  |  |                                                 |  |
|                                                        | Nicola I di Russia | Paolo I di Russia                     |                                                 |  |  |       |  |  |                                     |  |  |                                                 |  |
|                                                        | Nicola I di Russia | Sofia Dorotea di Württemberg          |                                                 |  |  |       |  |  |                                     |  |  |                                                 |  |
| Alessandro II di Russia                                | Nicola I di Russia |                                       |                                                 |  |  |       |  |  |                                     |  |  |                                                 |  |
|                                                        |                    | Carlotta di Prussia                   | Federico Guglielmo III di Prussia               |  |  |       |  |  |                                     |  |  |                                                 |  |
|                                                        |                    | Carlotta di Prussia                   | Federico Guglielmo III di Prussia               |  |  |       |  |  |                                     |  |  |                                                 |  |
|                                                        |                    | Carlotta di Prussia                   | Luisa di Meclemburgo-Strelitz                   |  |  |       |  |  |                                     |  |  |                                                 |  |
| Marija Aleksandrovna Romanova                          |                    | Carlotta di Prussia                   |                                                 |  |  |       |  |  |                                     |  |  |                                                 |  |
|                                                        |                    | Luigi II d'Assia                      | Luigi I d'Assia                                 |  |  |       |  |  |                                     |  |  |                                                 |  |
|                                                        |                    | Luigi II d'Assia                      | Luigi I d'Assia                                 |  |  |       |  |  |                                     |  |  |                                                 |  |
|                                                        |                    | Luigi II d'Assia                      | Luisa d'Assia-Darmstadt                         |  |  |       |  |  |                                     |  |  |                                                 |  |
| Maria Massimiliana d'Assia-Darmstadt                   |                    | Luigi II d'Assia                      |                                                 |  |  |       |  |  |                                     |  |  |                                                 |  |
|                                                        |                    | Guglielmina di Baden                  | Carlo Luigi di Baden                            |  |  |       |  |  |                                     |  |  |                                                 |  |
|                                                        |                    | Guglielmina di Baden                  | Carlo Luigi di Baden                            |  |  |       |  |  |                                     |  |  |                                                 |  |
|                                                        |                    | Guglielmina di Baden                  | Amalia d'Assia-Darmstadt                        |  |  |       |  |  |                                     |  |  |                                                 |  |
|                                                        |                    | Guglielmina di Baden                  |                                                 |  |  |       |  |  |                                     |  |  |                                                 |  |

## Titoli nobiliari, onorificenze e stemma

### Titoli
- 15 Ottobre 1874 – 23 Agosto 1893: Sua Altezza Reale Principe Alfredo di Edimburgo
- 23 Agosto 1893 – 6 Febbraio 1899: Sua Altezza Reale Il Principe Ereditario di Sassonia-Coburgo e Gotha, Duca di Sassonia

### Stemma
In quanto nipote in linea maschile di un sovrano britannico, il principe Alfredo di Sassonia Coburgo-Gotha poté utilizzare lo stemma del regno, con uno scudo interno per la Sassonia, il tutto differenziato mediante un nastro d'argento a cinque punte, il paio esterno e quella centrale recanti delle croci rosse, mentre il paio più interno con delle ancore.